# Волфганг Краус
Волфганг Краус (на немски: Wolfgang Kraus) е австрийски есеист, публицист и литературен критик, основател и дългогодишен председател на Австрийското дружество за литература.

## Биография
Волфганг Краус е роден през 1924 г. във Виена. Следва германистика и става писател на свободна практика и редактор в различни издателства и медии.
През 1961 г. основава и до 1994 г. е председател на Австрийското дружество за литература.
През 1975–1981 г. ръководи нултурния отдел на австрийското Външно министерство.
Краус създава множество литературни предавания за ORF. Като издател публикува антологии, между другото за Оскар Уайлд, Фридрих Ницше и Новалис.
През последните години от живота си издава годишниците на Австрийското дружество Франц Кафка и разработва идеи за нова хуманност, изложени в посмъртно публикуваната му книга „Спасяване на културата. Начала на един нов хуманизъм“ („Rettung Kultur. Markierungen zu einem neuen Humanismus“) (1999).
През 1991 г. на негово име е наречена Австрийска библиотека „Д-р Волфганг Краус“ в СУ „Св. Климент Охридски“.

## Награди и отличия
- 1978: „Награда Антон Вилдганс“
- 1982: „Австрийска държавна награда за културна публицистика“